# Acheilo capitalis
Acheilo capitalis är en skalbaggsart som beskrevs av Blackburn 1910. Acheilo capitalis ingår i släktet Acheilo och familjen Melolonthidae. Inga underarter finns listade i Catalogue of Life.